# Поклек над Бланцо
Поклек над Бланцо (словен. Poklek nad Blanco) је насељено место у општини Севница, Посавска регија, Словенија.

## Историја
До територијалне реорганизације у Словенији био је у саставу старе општине Севница.

## Становништво
У попису становништва из 2011. године, Поклек над Бланцо је имао 213 становника.
| Број становника према пописима | Број становника према пописима | Број становника према пописима |
| ------------------------------ | ------------------------------ | ------------------------------ |
| 1991                           | 2002                           | 2011                           |
| 220                            | 209                            | 213                            |

Напомена: До 1953. изражено под именом Поклек.